# John Talbot
John Talbot, 1. earl Shrewsbury (ur. w 1384 lub 1390 roku, zm. 17 lipca 1453) – jeden z czołowych dowódców wojsk angielskich podczas wojny stuletniej.
Był drugim synem barona Richarda Talbota. W 1406 ożenił się z Maud Nevill, córką i spadkobierczynią Thomasa Nevilla, 5. barona Furnivall. Małżeństwo to miało czworo dzieci. W 1425 ożenił się powtórnie z Margaret Beauchamp, córką Richarda de Beauchamp, 13. earla Warwick, z którą miał pięcioro dzieci.

## Początki kariery
W latach 1404–1413 brał udział – wraz ze starszym bratem Gilbertem – w tłumieniu walijskiego powstania, na czele którego stał Owain Glyndŵr. Następnie przez pięć lat – od lutego 1414 – był namiestnikiem Irlandii. Zarzucano mu brutalne obchodzenie się z mieszkańcami wyspy. Od 1420 do 1424 służył we Francji, a w 1425 na krótko ponownie objął władzę w Irlandii.

## We Francji
Zazwyczaj wysyłano go tam, gdzie potrzebny był człowiek potrafiący działać twardą ręką. W 1427 ponownie trafił więc do Francji, gdzie odznaczył się w walkach w prowincji Maine i podczas oblężenia Orleanu. Brał udział w bitwie pod Patay, gdzie został wzięty do niewoli, w której spędził cztery lata. 
Wymieniono go na jednego z dowódców francuskich, Jeana Potona de Xaintrailles'a. 
Talbot był odważnym i agresywnym żołnierzem, prawdopodobnie jednym z najśmielszych wodzów tamtej epoki. Zwyciężył w około czterdziestu bitwach i potyczkach na kontynencie, a jego nazwisko stało się sławne. W styczniu 1436 na czele niewielkich sił pokonał La Hire'a i Xaintrailles'a pod Ry w pobliżu Rouen. W następnym roku, pod Le Crotoy, po śmiałym sforsowaniu Sommy, zmusił przeważające siły Burgundczyków do ucieczki. W grudniu 1439, po zaskakującym ataku na obóz konetabla Artura de Richemonta, odebrał Francuzom Harfleur. W 1441 ścigał armię francuską, czterokrotnie przekraczając rzeki Sekwana i Oise, ale nie zdołał zmusić jej do bitwy.

## Angielski Achilles
Talbot cieszył się wysoką reputacją we Francji, gdzie wspominano go z lękiem, zaś kronikarze francuscy nazywali go "angielskim Achillesem". Biograf konetabla Artura de Richemonta pisał tak: wodzowie angielscy, a przede wszystkim Talbot, mieli opinię niezwyciężonych. 
W 1445 został mianowany przez angielskiego władcę Henryka VI (który wciąż uważał się za króla Francji) Wielkim Konetablem Francji. Wzięty do niewoli w Rouen w 1449 obiecał, że nigdy więcej nie podniesie miecza przeciw królowi Francji, ale przyrzeczenia nie dotrzymał. Został pokonany i zabity w roku 1453 podczas bitwy pod Castillon koło Bordeaux, która ostatecznie położyła kres panowaniu angielskiemu w Księstwie Gaskonii, głównej przyczyny wybuchu wojny stuletniej. Jego serce zostało złożone w parafialnym kościele św. Alkmunda w Whitchurch, w Shropshire, a lokalna szkoła podstawowa nosi miano Sir John Talbot's School.
Zwycięscy Francuzi wznieśli Talbotowi pomnik na polu bitwy zwanym Notre Dame de Talbot, a kronikarze pozostawili taki zapis:
Taki był koniec sławnego i uznanego angielskiego dowódcy, który przez tak długi czas był cierniem w oku Francuzów, którzy wspominają go z przerażeniem (Matthew d'Escourcy).
Chociaż Talbot jest generalnie postrzegany jako wielki żołnierz, nie wszystkie jego poczynania są godne pochwały. Podnoszone są przeciw niemu zarzuty pochopności i braku rozwagi. Przed przegraną bitwą pod Patay w 1429 r. John Fastolf radził mu nie podejmować boju w tym miejscu, ale Talbot nie posłuchał, chociaż Francuzi – prowadzeni przez Joannę d'Arc – przejawiali wyjątkowo wysokie morale i ducha walki (do tamtej pory zwykle podchodzili do Anglików z wielką ostrożnością). Zarzut braku rozwagi może potwierdzić starcie pod Castillon, gdzie Talbot, zwiedziony nieprawdziwymi doniesieniami o ucieczce Francuzów, zaatakował frontalnie ich umocniony obóz, nadziewając się na znaczną liczbę armat i przygotowanego przeciwnika przeważającego Anglików sześciokrotnie. 
Jego heroiczny portret pozostawił potomności William Szekspir w Henryku VI: Valiant Lord Talbot, Earl of Shrewsbury, Created, for his rare success in arms.